# Contenance angloise
La contenance angloise, ou « manière anglaise », est un courant musical de polyphonie médiévale développé en Angleterre au début du XVe siècle, faisant emploi d'harmonies basées sur des tierces et des sixtes. Ce courant fut très influent dans la musique jouée à la cour de Bourgogne de Philippe le Bon et sur l'ensemble de la musique européenne de l'époque. Le chef de file de ce courant était John Dunstable, suivi par Leonel Power, Walter Frye et John Hothby.

## Origine du terme
L'expression « contenance angloise » a été inventée par Martin Le Franc dans un poème dédié au duc de Bourgogne Philippe le Bon en 1441 ou 1442 pour décrire le style musical distinctif de l'époque. Il mentionne le compositeur anglais John Dunstable comme en étant la figure clef, et ayant une influence majeure sur les compositeurs bourguignons Guillaume Dufay et Gilles Binchois .

## Caractéristiques
On ne sait pas exactement comment Martin Le Franc distinguait les éléments de la contenance angloise. La contenance hérite d'un genre musical caractéristique de l'époque médiévale qu'est le gymel, équivalent de l'organum parallèle, mais utilisant des intervalles de tierces ou de sixtes, considérées ici comme des consonances.

## Principaux compositeurs
Bien que presque toute la musique manuscrite de John Dunstable ait été perdue en Angleterre lors de la dissolution des monastères, certaines de ses œuvres ont été reconstituées à partir des copies trouvées en Europe continentale, notamment en Italie. L'existence de ces copies témoigne de sa grande renommée en Europe. Il fut peut-être le premier compositeur à faire de la musique liturgique avec un accompagnement instrumental.
Cette tradition est poursuivie par Walter Frye, dont les messes qui ont été conservées ont eu une grande influence en France et aux Pays-Bas. De même, John Hothby, un moine anglais, ayant beaucoup voyagé qui, bien que laissant peu de musique composée, a rédigé plusieurs traités théoriques, dont La Calliopea legale, qui lui est attribué, et qui introduit des innovations dans le système de notation médiévale.

## Déclin
L'influence des compositeurs anglais sur le continent semble avoir diminué vers la fin du XVe siècle. Ayant perdu leurs possessions majeures en France et entrant dans la Guerre des Deux-Roses, les Anglais ont été probablement plus préoccupés par les questions intérieures, tandis que l'école franco-flamande devint le courant dominant dans la musique européenne. L'originalité de la manière anglaise s'estompa progressivement.